# ヤマハ・SBV
ヤマハ・SBV（エスビーブイ）はヤマハが製造していたエレクトリックベースである。

## 概要
1960年代に発売したSB-7Aのデザインをベースにしながら、現代風にアレンジされたものであるため、復刻には該当しないが、SUPERCARのフルカワミキ、POLYSICSのフミなどに使用され人気が出た。
同時に発売されたSGVシリーズは、比較的オールドのSG-7を意識したデザイン・サウンドになっているが、SBVに関しては、インタビューで開発者が、60年代のものはギター（SG-7）と比べ開発期間が短く完成度が低いまま発売されてしまったので、そのままのデザインで発売するには無理があった、若い人にも知ってもらいたかった、と答えていることから、若者をターゲットに一から開発されたことが窺える。
独特の鋭いアタックが特徴で、このベースでしか得られない音色を作り出し、多くのロックベーシストに支持された。
2006年、台湾工場の閉鎖とともに廃番となった。

## 構造

### ボディ
ソリッドボディですべてアルダーを使用している。ボディサイズは同時に発売されたSGVと同じであるためベースの割には軽く、ヘッドが下がりやすいという欠点がある。ネックを深く差し込んだ構造をしているため、ボディのカッタウェイ部分が背面で滑らかにつながっており、ハイポジションの演奏性がよい。

### ネック
ネックはメイプルで比較的細めの形状をしている。外からは見えないがネックがピックガード下のピックアップの手前まで深くボディに差し込んである。このネックを延長する構造はヤマハの高級モデルなどにも見られる。

### ピックアップ
すべて専用に開発されたピックアップを搭載している。独特のサウンドは、太いポールピースが剥き出しになった構造によるところが大きい。型番のロジックは、アメリカ製のワイヤーを使用したものがA、それ以外はRで始まり、その次の数字はコイルの数となっているようである。

## ラインナップ

### SBV-500
SBVシリーズのオリジナルモデル。シングルコイルながらゴリっとした音が特徴。
- ピックアップ - シングルコイル（R101、R100）x2
- ピックガード - ホワイト
- フィンガーボード - ローズウッド
- ヤマハマーク - 印刷
- ハードウエア - クローム
- カラー - ビンテージイエロー、シェルビーブルー、レッドメタリック、ソニックブルー、サンバースト

　※ホワイト、濃いグリーンも存在する。

### SBV-550
POLYSICSのフミ、GO!GO!7188のアッコなどが使っていたフロントにスプリットコイルピックアップを搭載したカスタムモデルを市販したもの。市販されるまでは開発者自らがピックアップを巻いていた。細かい点ではピックガードが3プライになり、ストラップピンの形状もオールドを意識したものに変更された。
- ピックアップ - スプリットコイル（R202）x1、シングルコイル（R100）x1
- ピックガード - ホワイト3プライ
- フィンガーボード - ローズウッド
- ヤマハマーク - 印刷
- ハードウエア - クローム
- カラー - シェルビーブルー、レッドメタリック、シルバー、シーフォームグリーン

### SBV-800MF
元SUPERCARのフルカワミキのシグネイチャモデル。ブラックパーツ、フィンガーボードのバインディングに加え、ブルージーンズモデルで採用されていた金属製ヤマハマーク、暗所で光るサイドポジションや滑り止め付きのゴムリングなど、細かい仕様にもこだわった高級機種。ピックアップのワイヤーはUSA製のものに変更された。
- ピックアップ - スプリットコイル（A202）x1、シングルコイル（A100）x1
- ピックガード - ホワイト3プライ
- フィンガーボード - ローズウッド（バインディング付き）
- ヤマハマーク - 金属製
- ハードウエア - ブラック
- カラー - キャンディブルー

### SBV-J1
元PINKのベーシスト、L'Arc〜en〜Cielのプロデューサー岡野ハジメがプロデュースしたSBV。メイプルフィンガーボードを採用し、1970年代に発売されたヤマハSB-800のブロックインレイを復活させた。ピックアップごとに独立したボリュームではなく、3ウェイセレクタースイッチとマスターボリュームの組み合わせを採用、トーンはハイカットスイッチに変更された。ピックアップはフロントのみSBV-800MFと同じUSA製のワイヤーを仕様。リアピックアップはSBV純血の音を残すため敢えてSBV-500と同じシングルコイルを搭載させた。リアピックアップのリード線の長さはあえて長くしてあり、フロントと入れ替えが可能になっている。ジャックはボディサイドだと位置が分かりにくいという理由でピックガード上に配置された。限定100台でヘッド裏に通し番号入り。
- ピックアップ - シングルコイル（A101、R100）x2
- ピックガード - ホワイト1プライ
- フィンガーボード - メイプル（バインディング付き）
- ヤマハマーク - 金属製
- ハードウエア - クローム
- カラー - ジェインレッド

### SBV-J2
SBV-J1と同時に岡野ハジメがプロデュースしたSBV。珍しくスプリットタイプのピックアップを2つ搭載している。カバーが白いが中身はSBV-800MFと同じ。SBV-J2と同じく限定100台でヘッド裏に通し番号入り。
- ピックアップ - スプリットコイル（R202）x2
- ピックガード - ホワイト1プライ
- フィンガーボード - メイプル（バインディング付き）
- ヤマハマーク - 金属製
- ハードウエア - クローム
- カラー - ジェインレッド

## 使用ミュージシャン
- フルカワミキ - SUPERCARでデビューした当時はオールドのSB-7Aを使用していたが、SBV発売後からカスタムモデルを使用し始める。2002年にシグネイチャモデルSBV-800MFとして発売された。
- フミ - 2000年か2001年の5月28日[5]、ライブの空き時間にチューナーを買いにいった楽器店で一目惚れしてSBV-500を購入[1]。その後シーフォームグリーンのSBV-550を使用している。SBV-J1、SBV-J2を含め6本所有している。
- アッコ - デビューから数年間、レッドメタリックのSBV-500、シルバーのSBV-550を使用。
- 岡野ハジメ - プロデュースしていたPOLYSICSのフミが使用していたSBVを気に入り購入。2003年にSBV-J1、SBV-J2を各100台限定でプロデュースした。
- 345 (凛として時雨) - Sadistic SummerのビデオクリップでサンバーストのSBV-500を使用している。ピックガードは交換されている。
- 沖山優司 - ゆずライブサポート時に使用。
- 御供信弘 - ベースマガジンなどの試奏記事で使用。
- 林束紗 （SCARLET, WAGDUG FUTURISTIC UNITY)- サマーソニック08 WAGDUG FUTURISTIC UNITYのステージで使用。
- 藤咲佑 - ねごと
- ARM (作曲家) - 公式プロフィールより。
- 田村 明浩 - スピッツ (SPITZ JAMBOREE TOUR 2013-2014 “小さな生き物”（2013年11月1日 - 2014年5月19日、計53公演）、アリーナツアー SPITZ THE GREAT JAMBOREE 2014 “FESTIVARENA”（2014年7月2日 - 8月1日、計10公演）にてシルバーのSBV-550を使用。
- るか - THE SHEGLAPES